# مارينو ماسيه
مارينو ماسيه (بالإيطالية: Marino Masè)‏ (و. 1939 – م) هو ممثل، وممثل صوت، وممثل مسرحي، وممثل أفلام من إيطاليا . ولد في ترييستي.

كان أول ظهور سينيمائي له سنة 1961 في مغامرة Romulus and the sabines ، كما شارك في عدة مسلسلات قصيرة مثل Your life ، I Spy و It takes a thief. توفي ماسي بتاريخ 28 ماي 2022 بروما عن عمر يناهز 83 سنة.

## روابط خارجية
- مارينو ماسيه على موقع IMDb (الإنجليزية)
- مارينو ماسيه على موقع ألو سيني (الفرنسية)
- مارينو ماسيه على موقع أول موفي (الإنجليزية)
- مارينو ماسيه على موقع قاعدة بيانات الأفلام السويدية (السويدية)
- مارينو ماسيه على موقع قاعدة بيانات الفيلم (الإنجليزية)
- مارينو ماسيه على موقع كينوبويسك (الروسية)
- مارينو ماسيه على موقع كينوبويسك (الروسية)